# Ormosia monosperma
Ormosia monosperma är en ärtväxtart som först beskrevs av Olof Swartz, och fick sitt nu gällande namn av Ignatz Urban. Ormosia monosperma ingår i släktet Ormosia och familjen ärtväxter. Inga underarter finns listade i Catalogue of Life.